# Бланк Олександр Дмитрович
Олександр Дмитрович Бланк (рос. Александр Дмитриевич Бланк; нар. 1799, 1801, 1802 або 1804, м. Старокостянтинів, Волинська губернія, Російська імперія — 17 липня (29 липня) 1870, с. Кокушкіно, Казанська губернія, Російська імперія) — лікар-фізіотерапевт, надвірний радник, підполковник, дід В. І. Леніна.

## Біографія

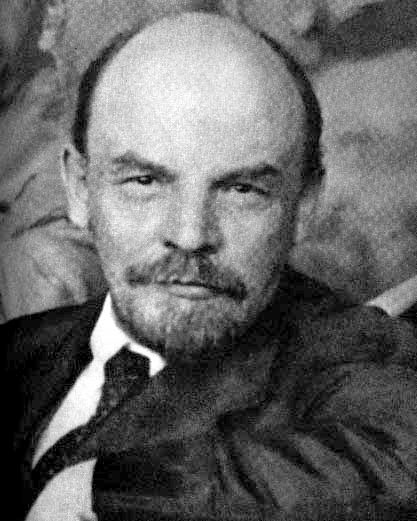
Ленін Володимир Ілліч онук Олександра Дмитровича

Народився Олександр Бланк (дехто стверджує, що його ім'я при народженні — Ізраїль (Сруль) Мойшевич Бланк) в Житомирі, тоді центрі Волинської губернії, у єврейській або німецькій родині.
Навчався на військового лікаря в Імператорській медико-хірургічній академії в Санкт-Петербурзі (1818—1824 роках). У 1824 році А. Д. Бланк вступив на державну службу, згодом працював лікарем у Смоленську. У 1826 році був відряджений до міста Олонець для боротьби з епідемічними заразними захворюваннями, де пробув кілька місяців. За успішну ліквідацію епідемії нагороджений урядовою нагородою. 1827—1831 роки — поліцейський лікар. Після вбивства, під час холерного бунту, брата, припинив лікарську практику: брат чергував у центральній холерній лікарні Петербурга і, коли вбивали німців-лікарів, був убитий через прізвище. Учасники вбивств були амністовані, а деякі лікарі з не такими прізвищами, як всім хотілося, в тому числі, і А. Д. Бланк, пішли у відставку. Лише навесні 1833 року Олександр Дмитрович знову зважився відновити службу і пішов ординатором в міську лікарню для бідних Святої Марії Магдалини, де служив до 1841 року. Саме в цій лікарні у нього лікувався Тарас Шевченко. Але одночасно Олександр Дмитрович служив у морському госпіталі.
22 липня 1838 року отримав чин колезького асесора. У 1840-ті роки дослужився до чину надвірного радника зі старшинством (підполковник), що дало йому право на потомствене дворянство. З 1841 року — Олександрівський госпіталь в Пермі. З 1845 року — лікар при лікарні Юговського заводу в Пермській губернії. 27 листопада 1847 радник, в 1847 — дворянин Казанської губернії. З 4 серпня 1859 року — в Сенаті. Вийшовши у відставку з посади головного лікаря госпіталю Златоустівської збройової фабрики, медичного Інспектора госпіталів Златоустівського гірського округу (1845—1847) в Златоусті (в чині статського радника), доктор Бланк придбав в Казанській губернії село Кокушкіно, ставши поміщиком середньої руки. Там же і помер 17 (29) липня 1870 року.

## Сім'я і діти
Брат Олексій (за іншими джерелами — Дмитро) Дмитрович Бланк, теж лікар.
Олександр Дмитрович був одружений двічі. У 1829 році одружився з дочкою купця Ганною Іванівною Гроссшопф (німецько-шведського походження).
Ганна померла у молодому віці в 1838 році. Сиротами залишилися син Дмитро, доньки Ганна, Любов, Катерина, Марія (мати Володимира Ілліча) і Софія. Виховувала їх бездітна сестра матері Катерина.
Олександр Дмитрович подавав прохання дозволити йому «вступ в законний шлюб з вдовою чиновника 12-го класу фон Ессена Катериною Іванівною». Прохання було відхилено через те що та була його спорідненою.
Олександр Бланк — начальник шпиталів на Уралі і їх головний доглядач. Жив у місті Пермі, його дітей виховувала Олександра Іванівна Ессен, сестра Ганни, дружини Олександра. Ганну, Марію, Соню, Любу і Катю — доньок Олександра Бланка, Катерина Іванівна навчала розмовній німецькій та шведській мовам, в чому Марія Олександрівна була кращою від інших сестер, а згодом легко навчила цим мовам своїх дітей.

## Цензура в радянську епоху
Єврейське походження діда Леніна за радянських часів абсолютно замовчувалося.
Так, Ганна Іллівна Ульянова, старша сестра Леніна, дізнавшись в 1924 році з документів департаменту поліції про те, що їх дід по матері був сином міщанина Мошки Бланка, намірилася використовувати ці дані при підготовці біографії свого знаменитого брата, а після того, як в Інституті Леніна, співробітницею якого вона була, оголошення цих відомостей було визнано «незручним», звернулася за дозволом до І. В. Сталіну, то відповідь була однозначною — про відкриття «мовчати абсолютно». Насправді А. І. Ульянова зверталася з цього приводу до Сталіна в 1932 та 1934 роках: «Факт нашого походження, передбачався мною і раніше, — писала вона, — не був відомий при його [Леніна] життю… Я не знаю, які можуть бути у нас, комуністів, мотиви для замовчування цього факту». «Мовчати про нього [факт] абсолютно» — відповів Сталін.
Письменниця М. С. Шагінян також намагалася вивчити походження Леніна в романі «Квиток з історії», що став частиною її трилогії про родину Ульянових, за що вона зазнала утисків як з боку ЦК ВКП(б), так і президії Спілки письменників СРСР. У постанові останньої від 9 серпня 1938 року говорилося, зокрема, що, «застосовуючи псевдонаукові методи дослідження так званого родоводу Леніна», М. С. Шагінян дає спотворене уявлення про національну особу <…> найбільшого пролетарського революціонера, генія людства, висунутого російським народом і є його національною гордістю. Роман «Квиток з історії» був заборонений Політбюро ЦК з ініціативи Сталіна (опублікований лише у 1956 році).